# Oriol Pi de Cabanyes

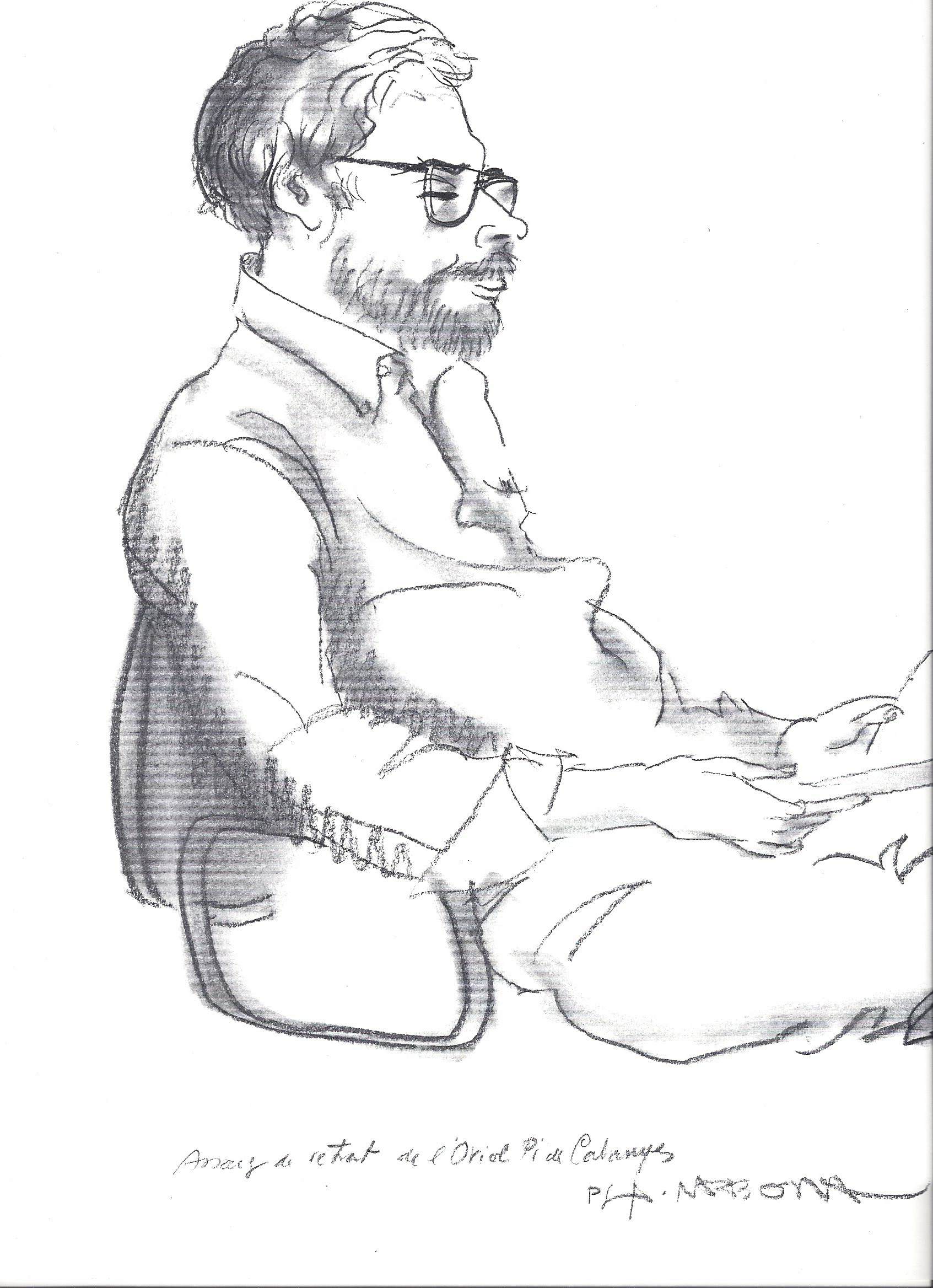
Retrato por Josep Pla-Narbona.

Oriol Pi de Cabanyes Almirall (Villanueva y Geltrú, 10 de mayo de 1950) es un escritor español en lengua catalana.
Tras cursar estudios de filología hispánica, se consagró a la enseñanza secundaria y universitaria.
Además de obras de ficción, ha publicado dietarios, libros de viajes (como Pel bell nord glaçat), biografías y estudios sobre arte y literatura. Ha ejercido de profesor universitario, de director del Museo Víctor Balaguer en su ciudad natal, de director de Relaciones Culturales de la Generalidad de Cataluña y de la Institució de les Lletres Catalanes (que contribuyó a fundar). También ha destacado como periodista, donde ya de joven obtuvo el premio Oriflama por su trabajo de investigación sobre los kibutz israelíes. Ha colaborado con las publicaciones Serra d'Or, Avui, Diari de Vilanova y La Vanguardia. Ha desarrollado una actividad profesional ligada a la promoción de la expresión artística y mediática en catalán. Miembro de la Associació d´Escriptors en Llengua Catalana y de la Associació Internacional de Llengua y Literatura Catalana
Ha desempeñado diversos cargos relacionados con la gestión cultural en diferentes gobiernos de la etapa de Jordi Pujol al frente de la Generalidad de Cataluña, entre ellos los de director de relaciones culturales y del gabinete del consejero de cultura del gobierno autonómico.

## Obras

### Narrativa breve
- 1978 Novenari d'ànimes

### Novela
- 1973 Oferiu flors als rebels que fracassaren
- 1975 També les formigues, Dylan, algún día ploraran de solitud
- 1977 Esquinçalls d'una bandera

### No ficción
- 1971 La generació literària dels 70 (con Guillem-Jordi Graells)
- 1979 La Renaixença
- 1980 Llibre d'hores (1975-1978)
- 1984 Apunts d'història de la Renaixença
- 1989 Repensar Catalunya
- 1990 Cases senyorials de Catalunya
- 1992 Cases modernistes de Catalunya
- 1995 Pel bell nord glaçat
- 1999 Castells habitats de Catalunya
- 2000 El sol de Vilanova i el Garraf misteriós
- 2000 Retrat d'Alexandre de Cabanyes
- 2001 L'univers Pla-Narbona
- 2002 Gaudí: una cosmogonía
- 2003 Glossari d'escriptors catalans del segle XX
- 2004 Passió i mort de Joaquim Mir
- 2004 Roca Sastre, una vindicació del realisme
- 2005 A punta d'espasa. Noves glosses d'escriptors
- 2006 L'Empordà, el melic del món

## Premios
- 1972 Premio Prudenci Bertrana de novela por Oferiu flors als rebels que fracassaren
- 1974 Premio de la Crítica Serra d'Or de novela por Oferiu flors als rebels que fracassaren
- 1988 Premio Josep Vallverdú de ensayo por Repensar Catalunya
- 1994 Premio Sant Joan de narrativa por Pel bell nord glaçat